# J. André Garrigues

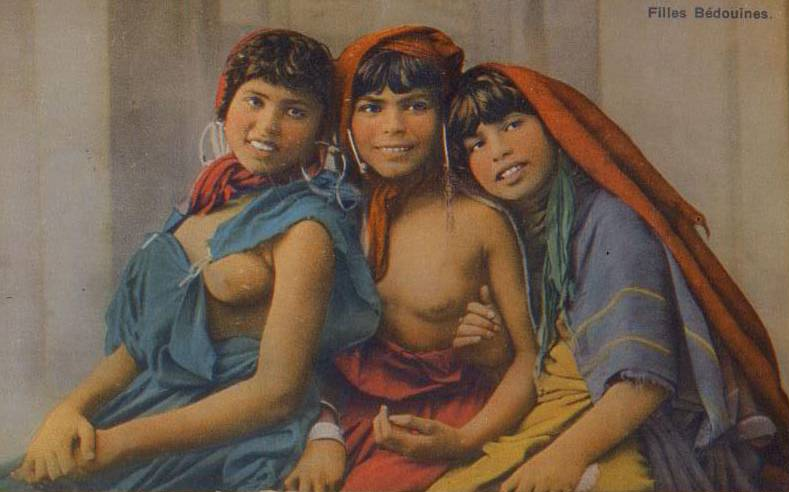
J. André Garrigues: Filles Bédouines, 1880–1900

J. André Garrigues (J. Garrigues) byl francouzský fotograf působící aktivně v poslední čtvrtině devatenáctého století v Tunisu. O jeho životě se toho ví jen málo, ale zanechal mnoho kolorovaných pohlednic s tématem Orientu.

## Život a dílo
Vlastnil jedno z nejvýznamnějších fotografických studií v Tunisu. Fotografoval městské veduty, portréty a také akty, které koloroval. J. André Garrigues se někdy podepisoval zkráceně jako J. Garrigues. Své fotografie označoval textem Photo Garrigues, Tunis.

## Galerie

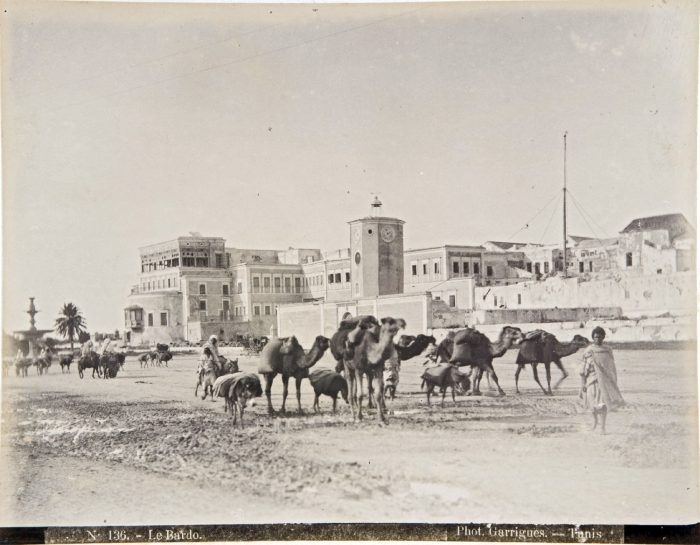
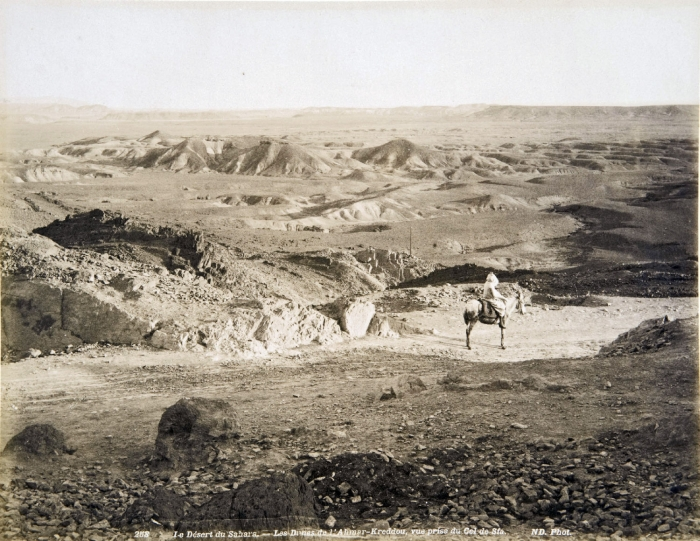
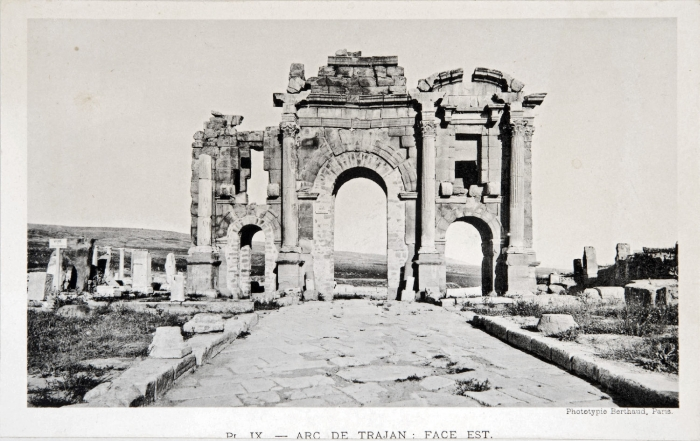
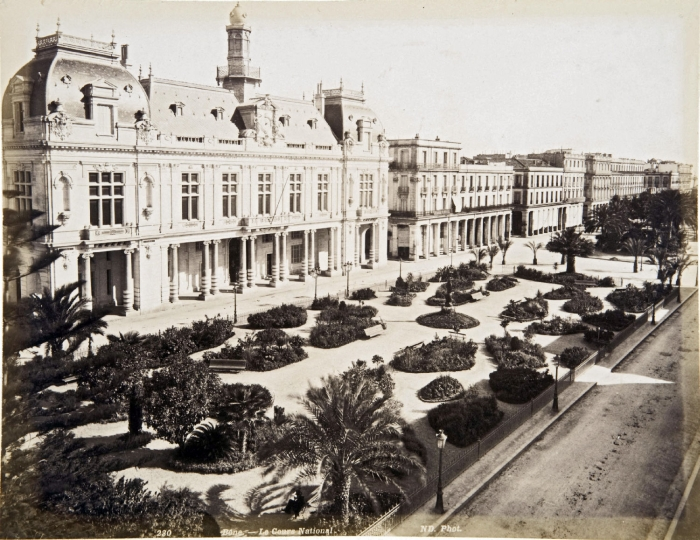
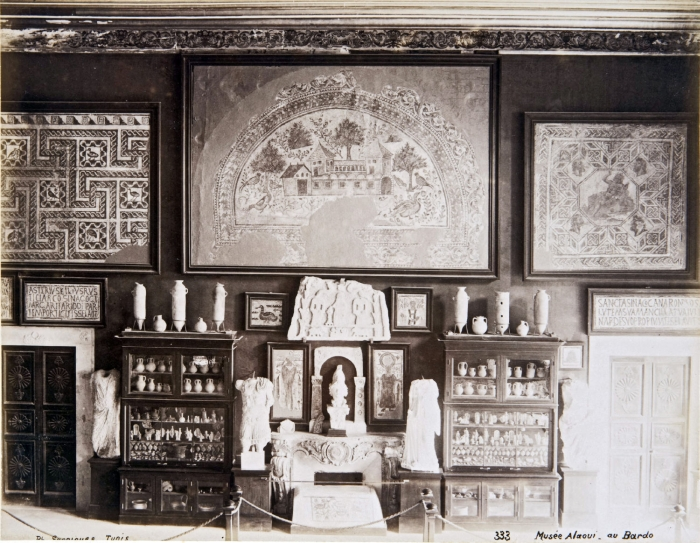
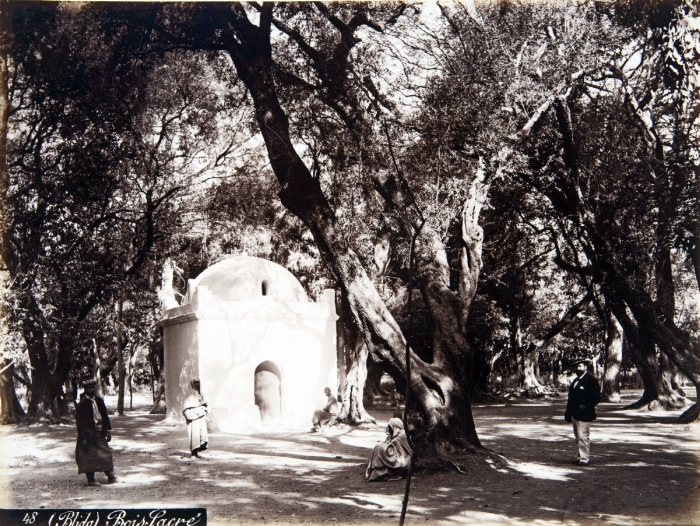
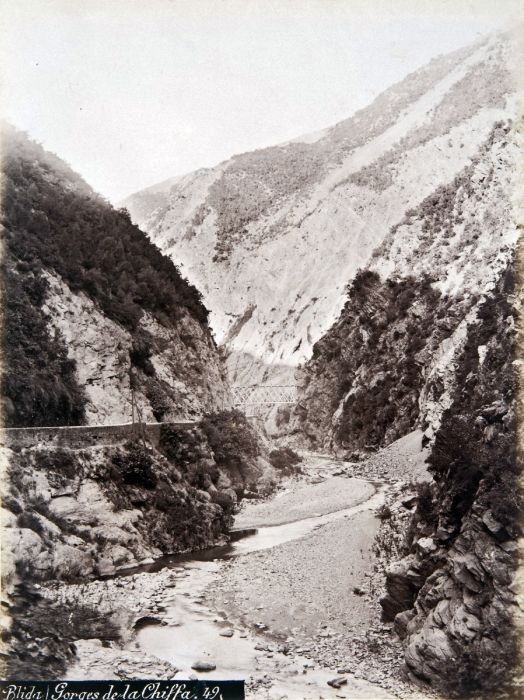
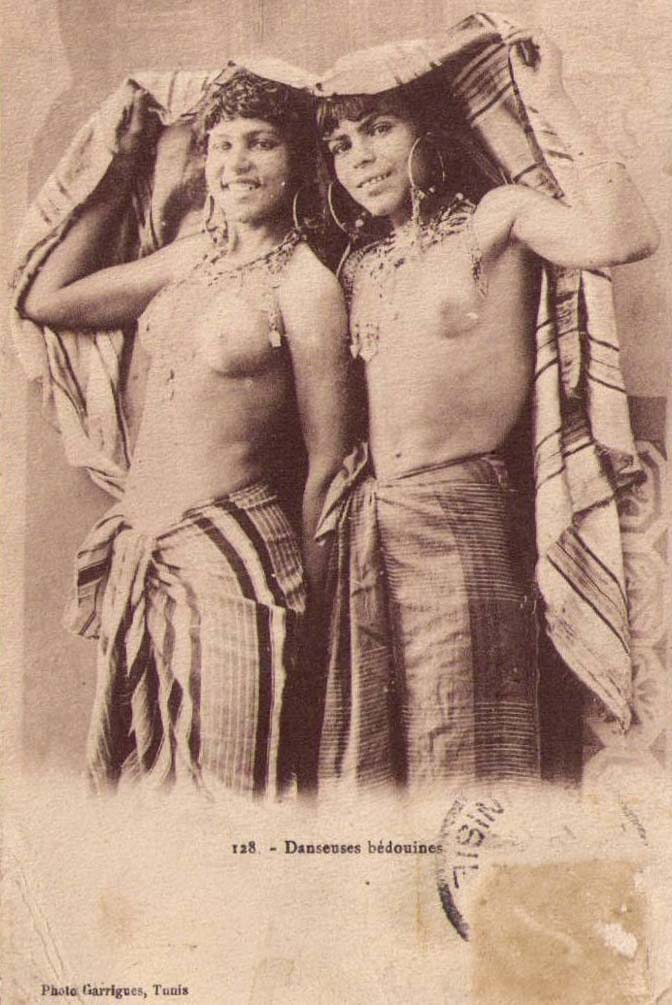
Danseuses bedouines
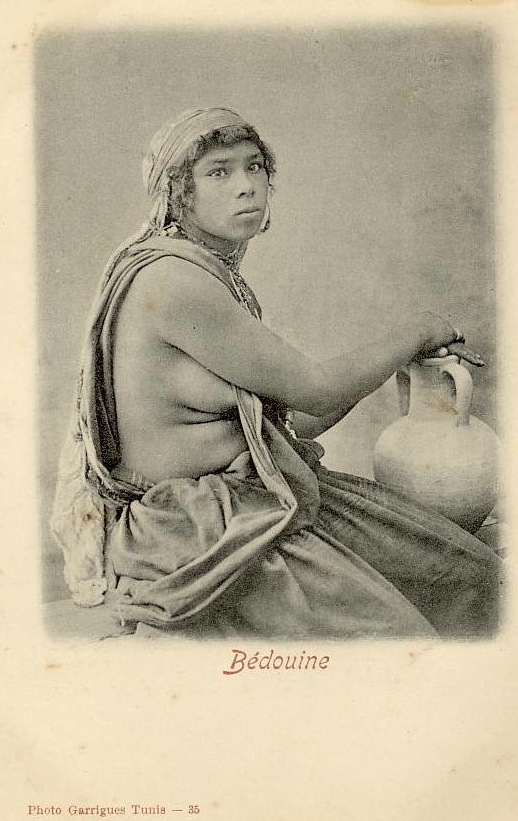
Bedouine
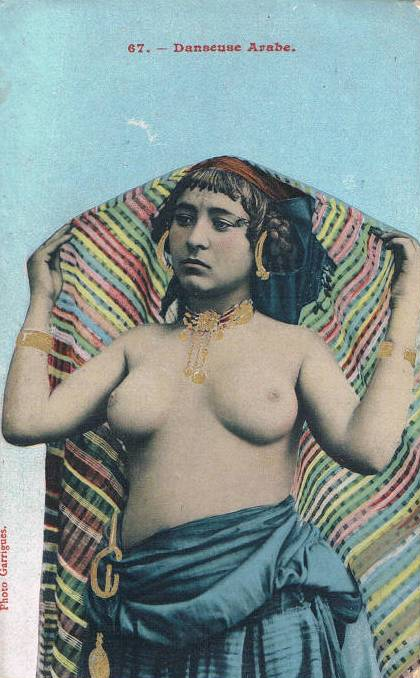
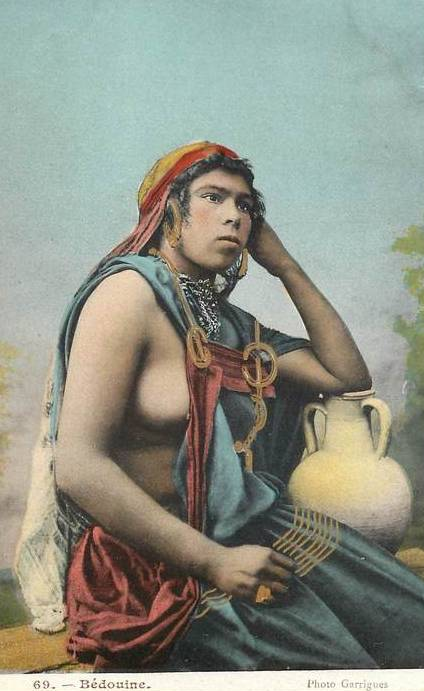
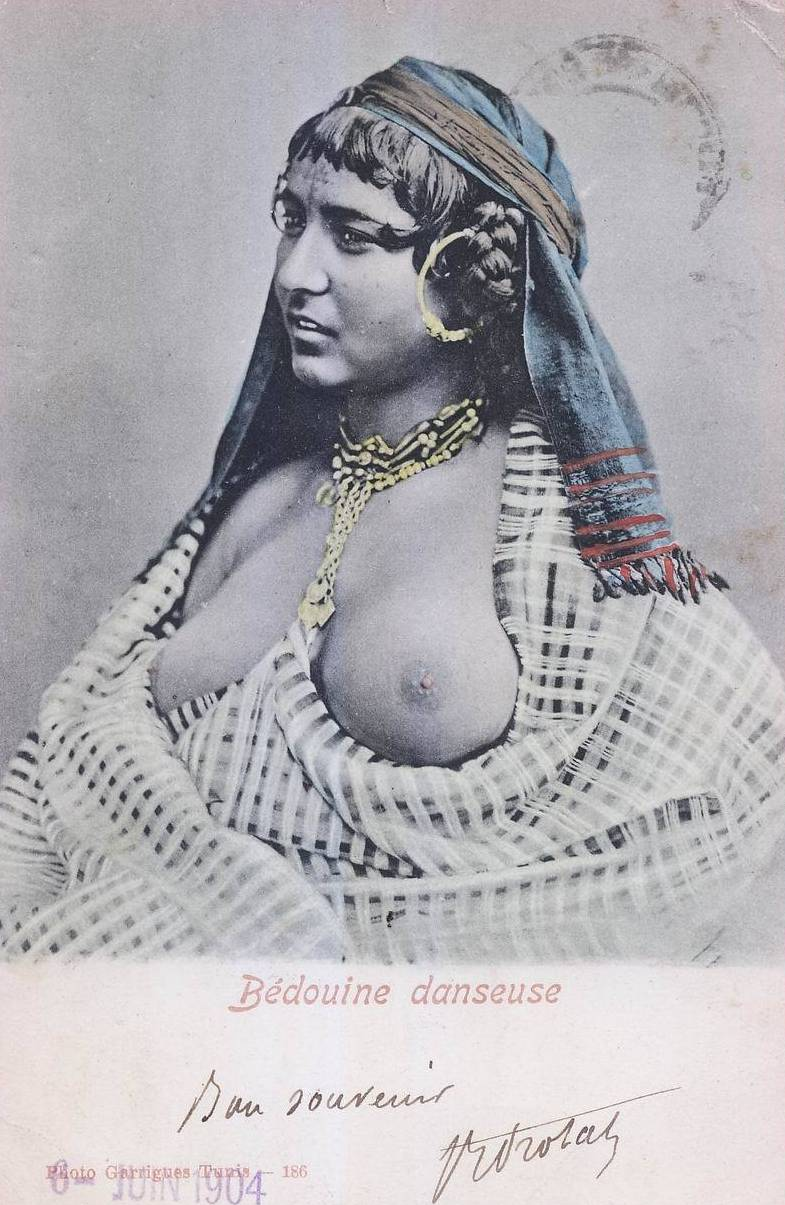
Bedouine danseuse
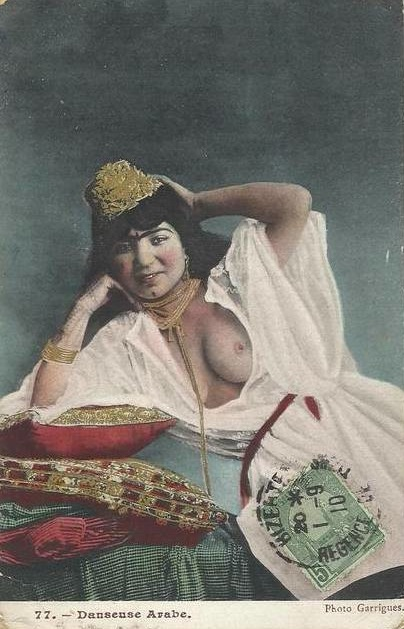
Danseuse Arabe